# Aflorimentul de gresii și granit de la Cosăuți
Aflorimentul de gresii și granit de la Cosăuți este un monument al naturii de tip geologic sau paleontologic în raionul Soroca, Republica Moldova. Este amplasat pe versantul de vest al carierii părăsite din satul Cosăuți, de-a lungul drumului care leagă cariera de granit cu cea de gresii. Are o suprafață de 2 ha. Obiectul este administrat de SA Cariera de granit și pietriș din Soroca.

## Descriere
Monumentul natural reprezintă un afloriment al stratelor de Cosăuți, format din gresii cu intercalații rare de gresii grosiere și argile nisipoase. Gresiile de Cosăuți reprezintă roci sedimentare ale proterozoicului superior, care aflorează la suprafața scoarței terestre. Ele ating 15 m în grosime. Spre ravena meridională grosimea scade, iar la fiecare 50-60 m de-a lungul faliei albiei Nistrului se observă fisuri verticale, care demonstrează influența tectonicii în formarea și localizarea albiei fluviului.
Termenul de „straturi de Cosăuți” ale vendianului inferior a fost propus în calitate de unitate stratigrafică de Theodor Văscăuțanu în 1931. Conform schemei stratigrafice regionale, acestea fac parte din formațiunea de Derlovsk. În stratele de Cosăuți au fost identificate amprente ale viețuitoarelor din proterozoicul superior, cum ar fi Protosphaeridium densum, P. tuberculiferum, P. laccatum, P. flexuosum, Favososphaeridium favosum, Turuchanica ternata, T. olara ș.a.

### Profilul geologic
Profilul geologic al aflorimentului prezintă următoarele secțiuni:
| Nr. | Grosime (m) | Denumire                                              |
| --- | ----------- | ----------------------------------------------------- |
| 1   | 10,2 m      | gresii microgranulate, cu stratificare orizontală     |
| 2   | 1,6 m       | gresii cenușii, micro- și mezogranulate               |
| 3   | 8,9 m       | gresii microgranulate cu cristale de pirită, fisurate |
| 4   | 4,3 m       | gresii microgranulate cu cristale de pirită           |

### Utilitate economică

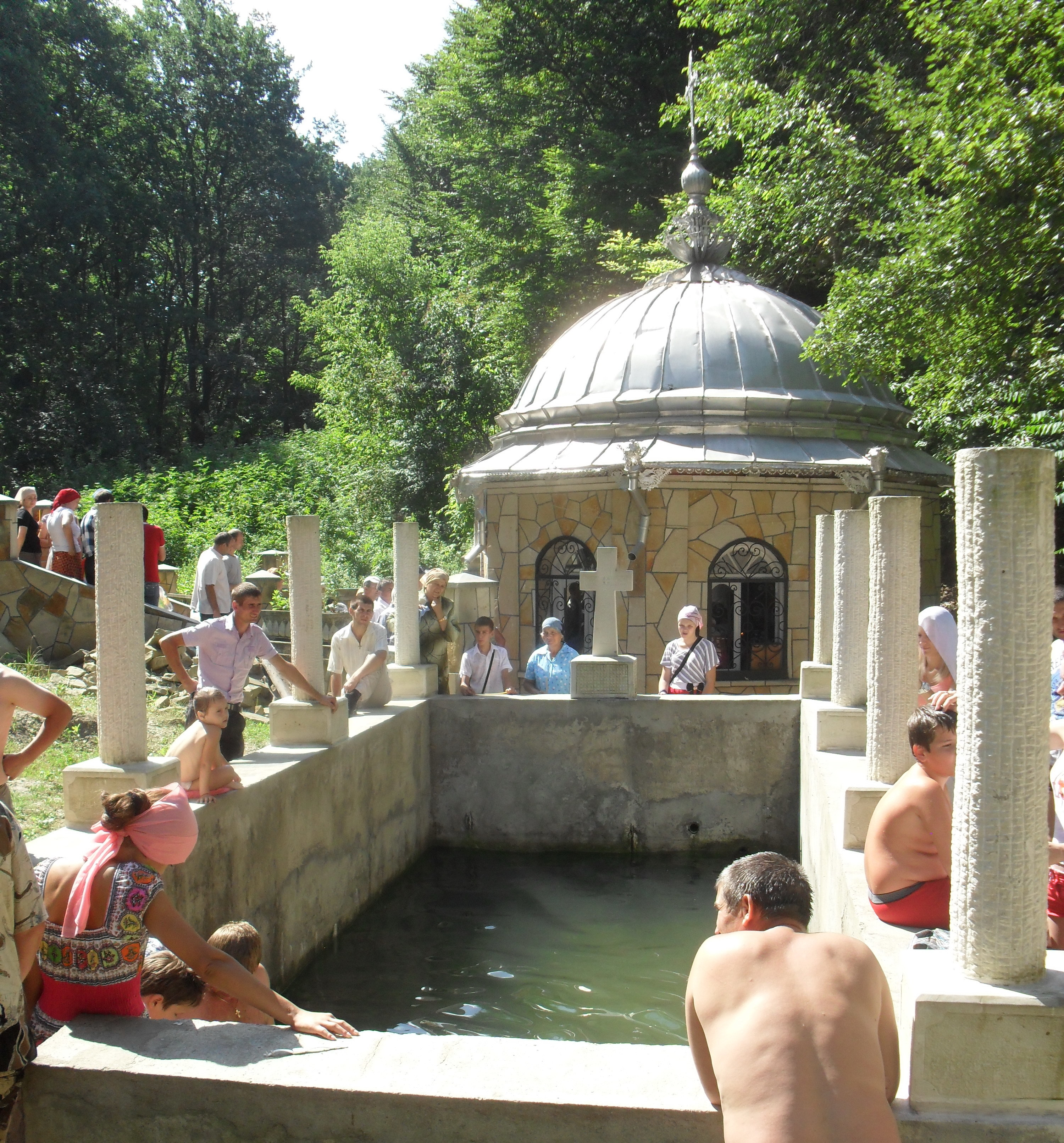
Aceste coloane albe de la mănăstirea Cosăuți sunt confecționate din piatră de Cosăuți

Gresiile din acest monument natural servesc ca materie primă decorativă la confecționarea diferitor obiecte. În Moldova, dar și peste hotare, ele sunt cunoscute sub denumirea generică „piatra de Cosăuți”.

## Statut de protecție
Obiectivul a fost luat sub protecția statului prin Hotărîrea Sovietului de Miniștri al RSSM din 13 martie 1962 nr. 111, iar statutul de protecție a fost reconfirmat prin Hotărîrea Sovietului de Miniștri al RSSM din 8 ianuarie 1975 nr. 5 și Legea nr. 1538 din 25 februarie 1998 privind fondul ariilor naturale protejate de stat. Deținătorul funciar al monumentului natural este SA Cariera de granit și pietriș din Soroca.
Demonstrând influența tectonicii în formarea văii fluviului Nistru în zona respectivă și dezvăluind unele procese naturale petrecute milioane de ani în urmă, aflorimentul prezintă interes științific la nivel regional, din punct de vedere structural, litologic și stratigrafic.
Conform situației din anul 2016, lipsește un panou informativ cu descrierea obiectului protejat.

## Galerie de imagini

Exponate ale Muzeului Național de Etnografie și Istorie Naturală din Chișinău provenite de la Cosăuți
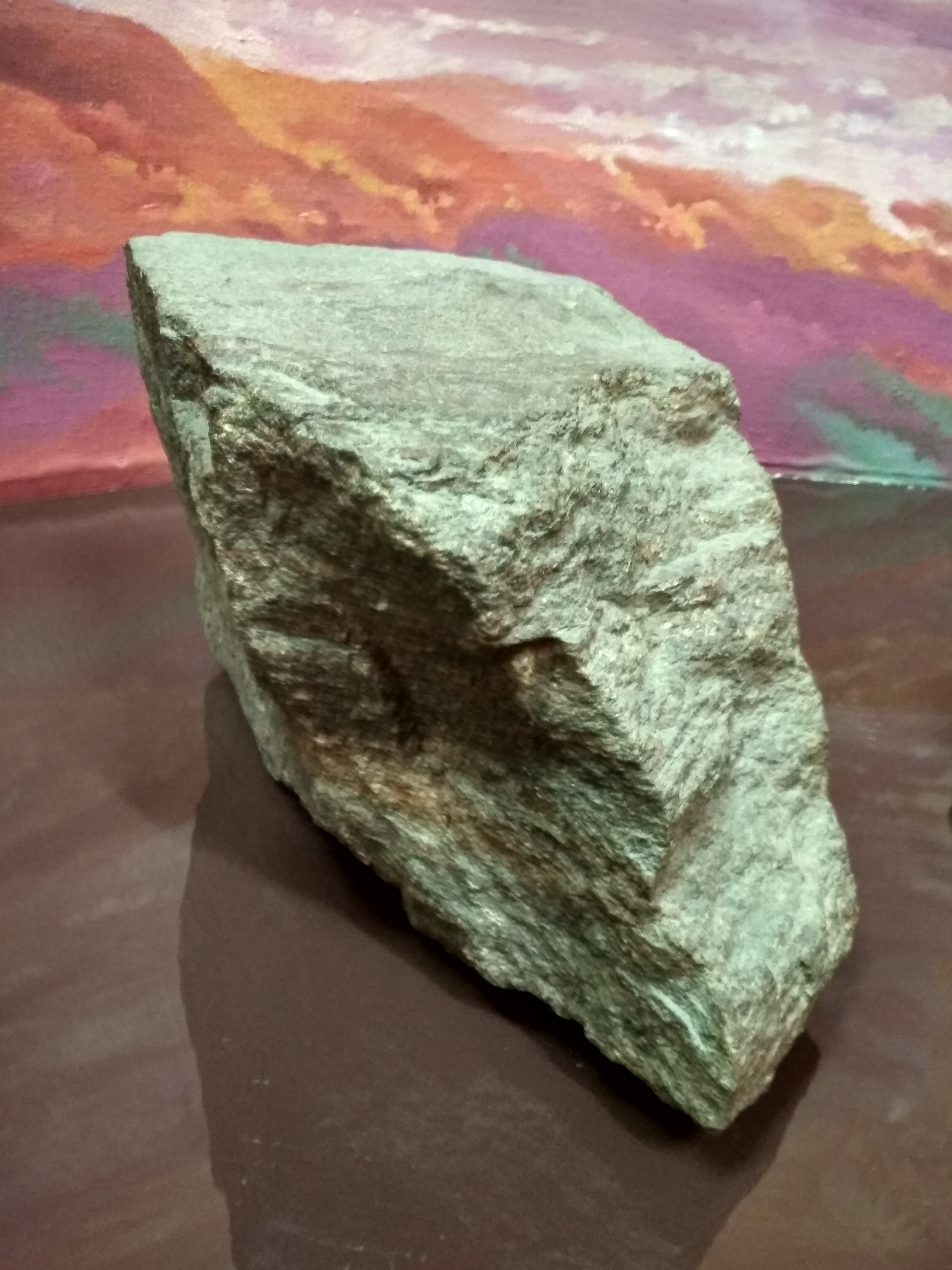
Gnais
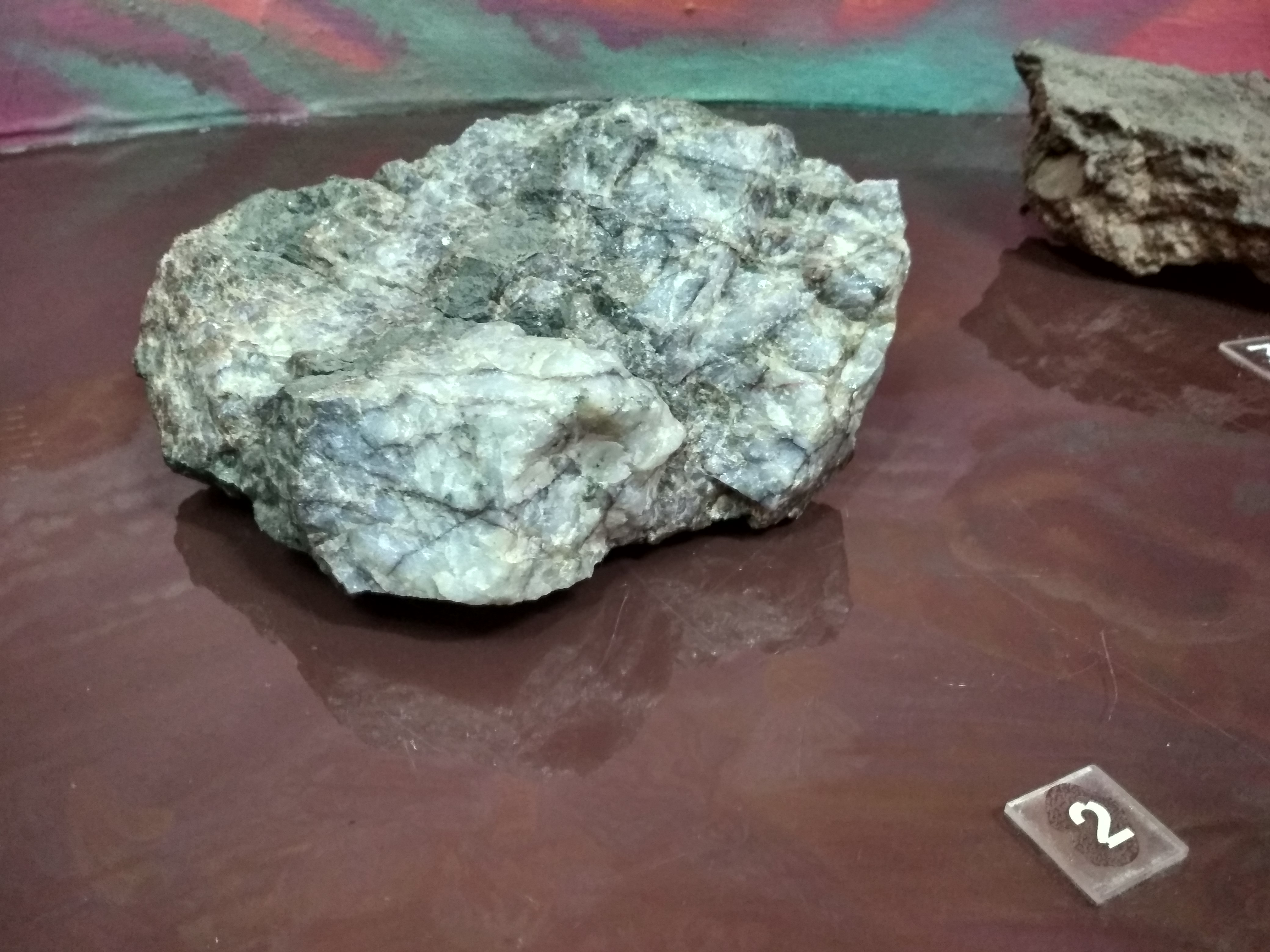
Cuarțit
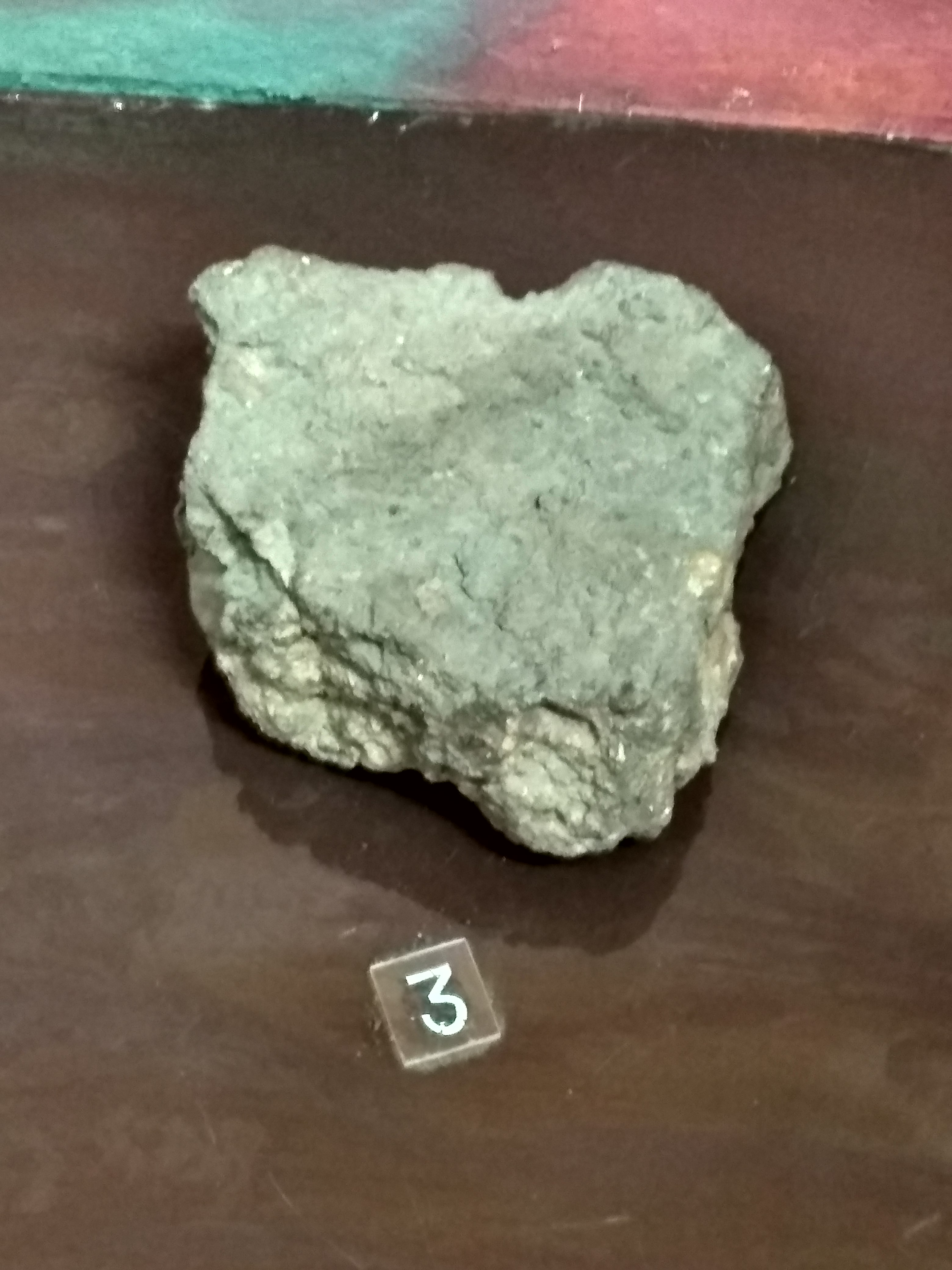
Scoarță de alterație pe granite
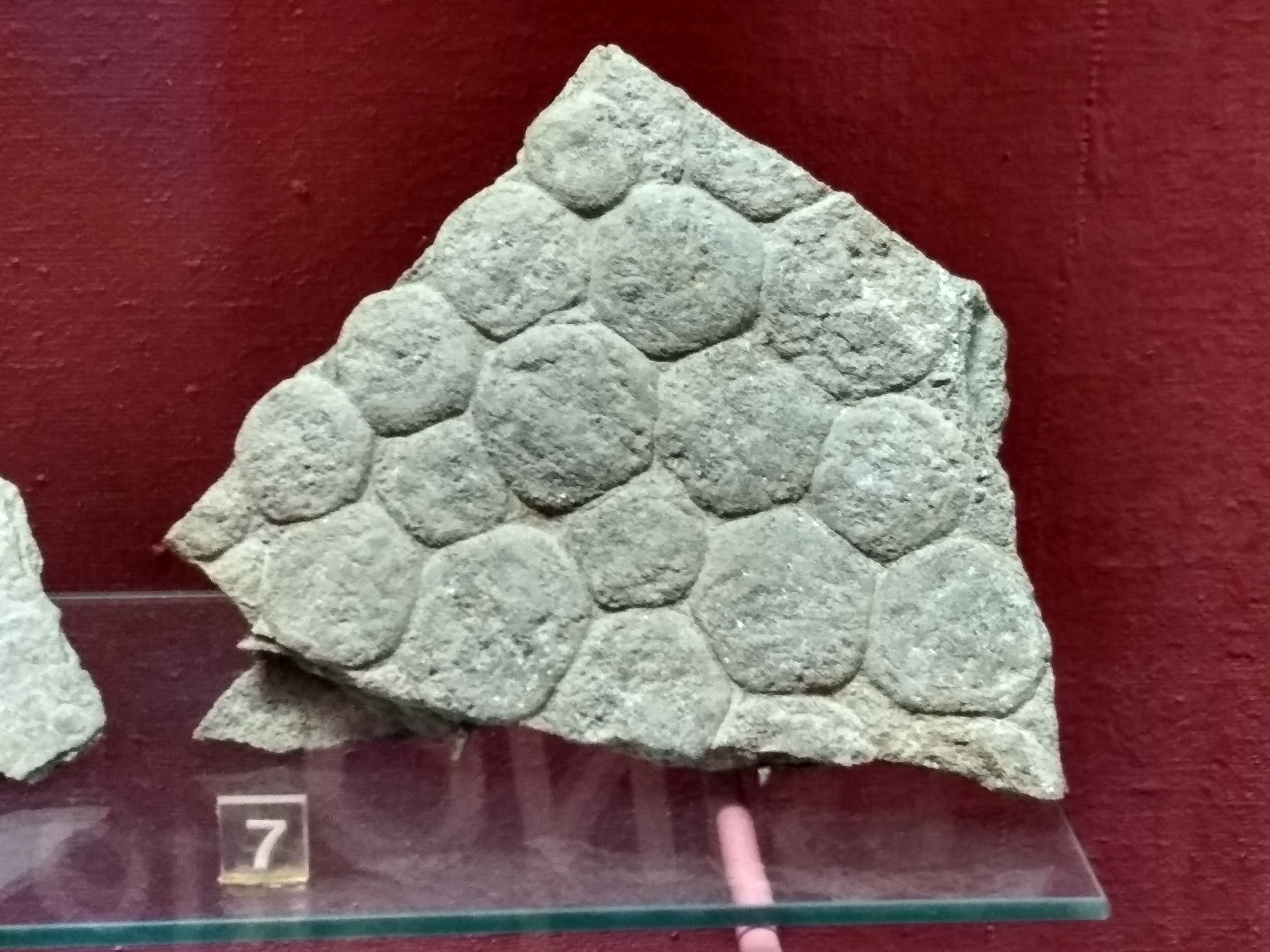
Gresie cu impresiuni de Nemiana simplex
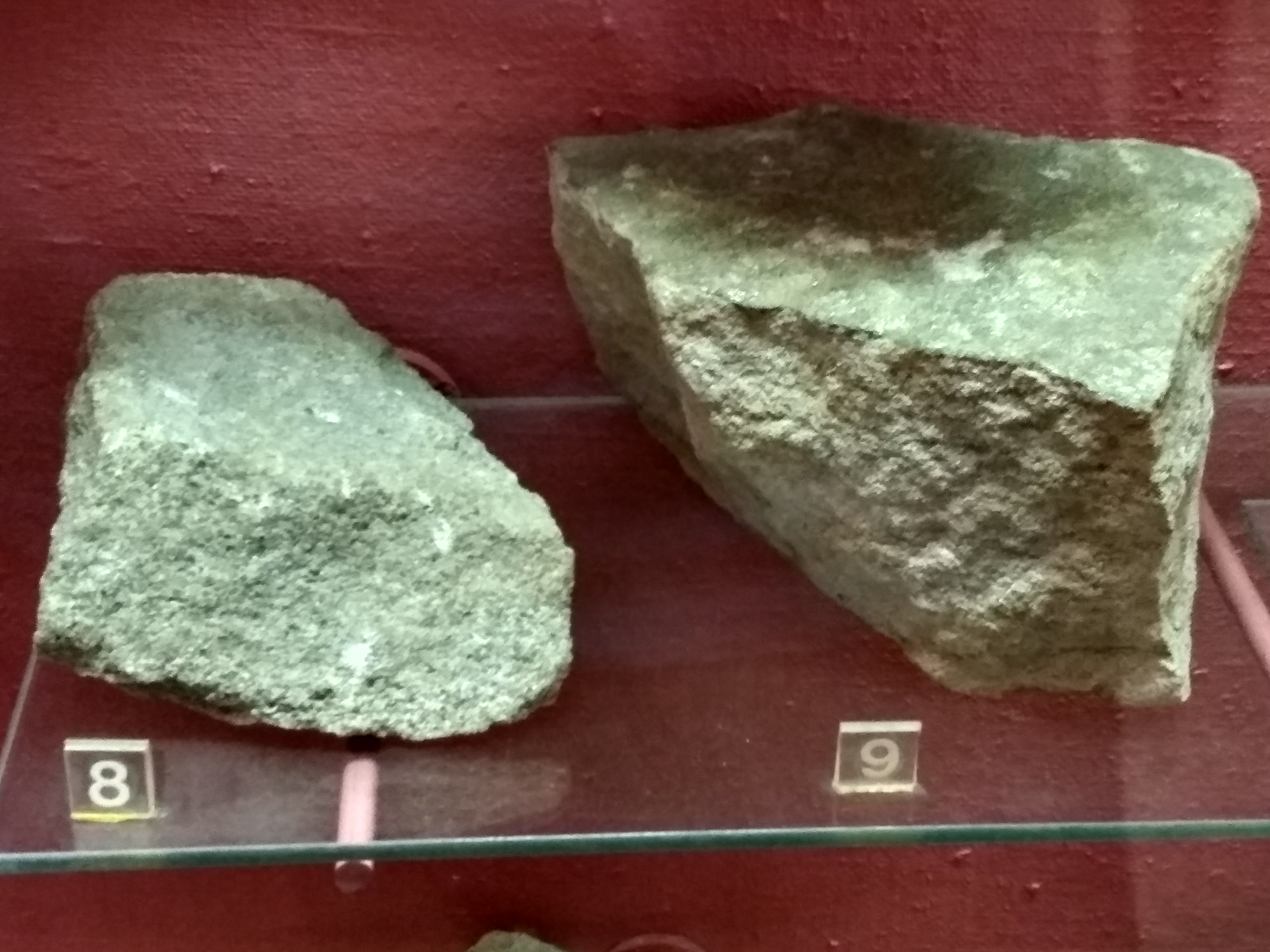
Gresie macrogranulată (stânga) și microstratificată (dreapta)
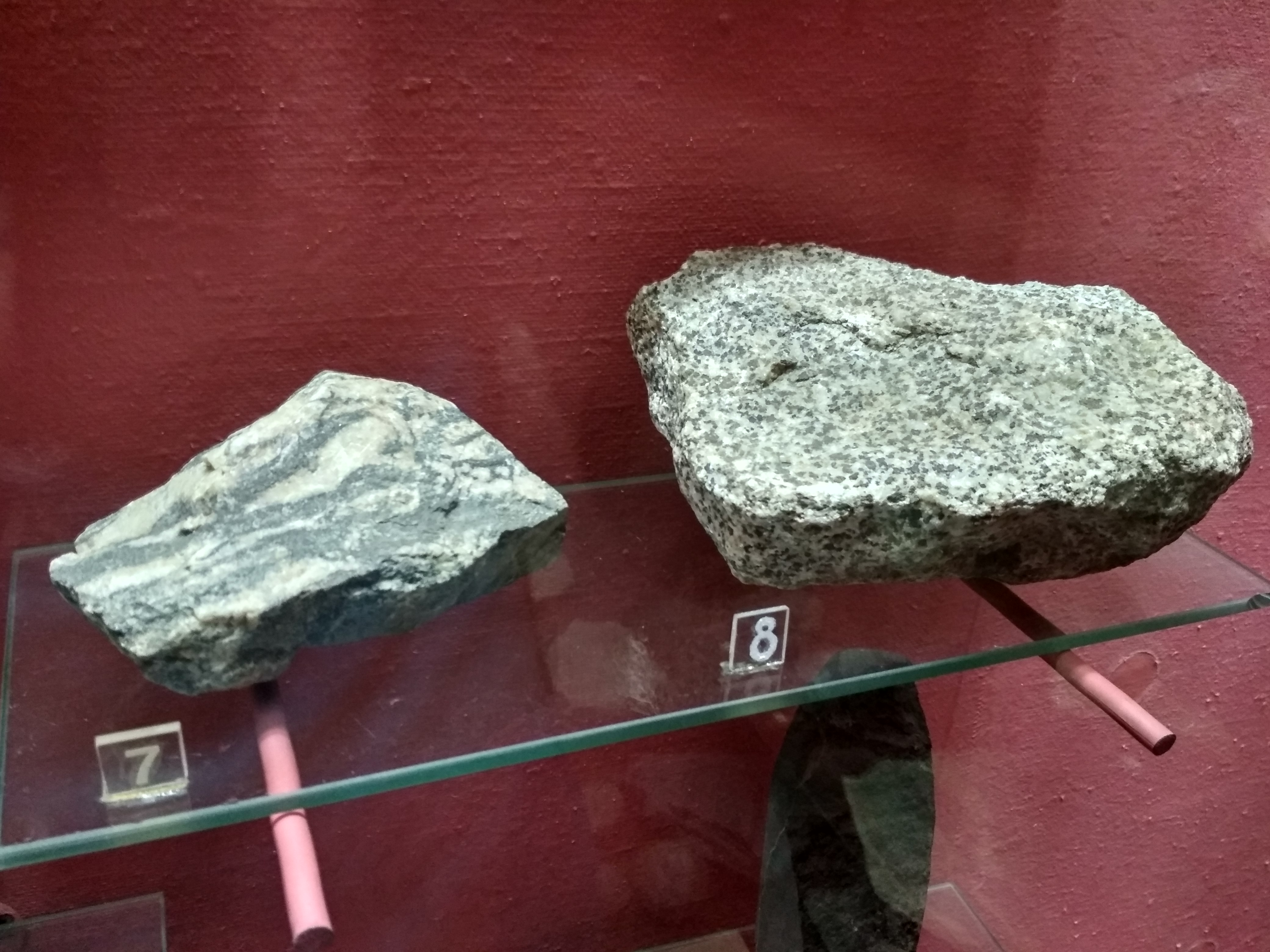
Metabazit cu lentile mici de calcifir (stânga) și scarnoid (dreapta)
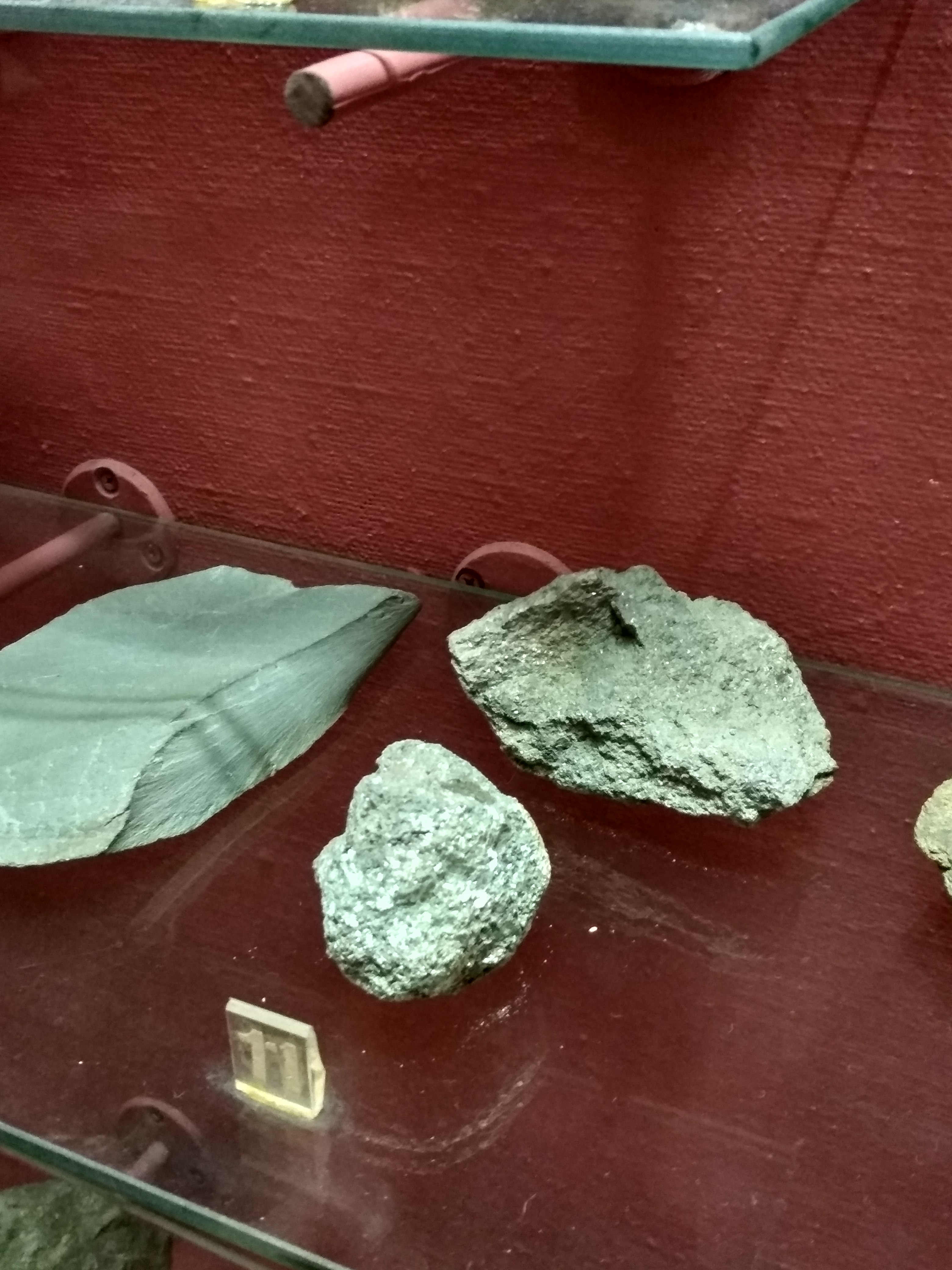
Rocă micacee
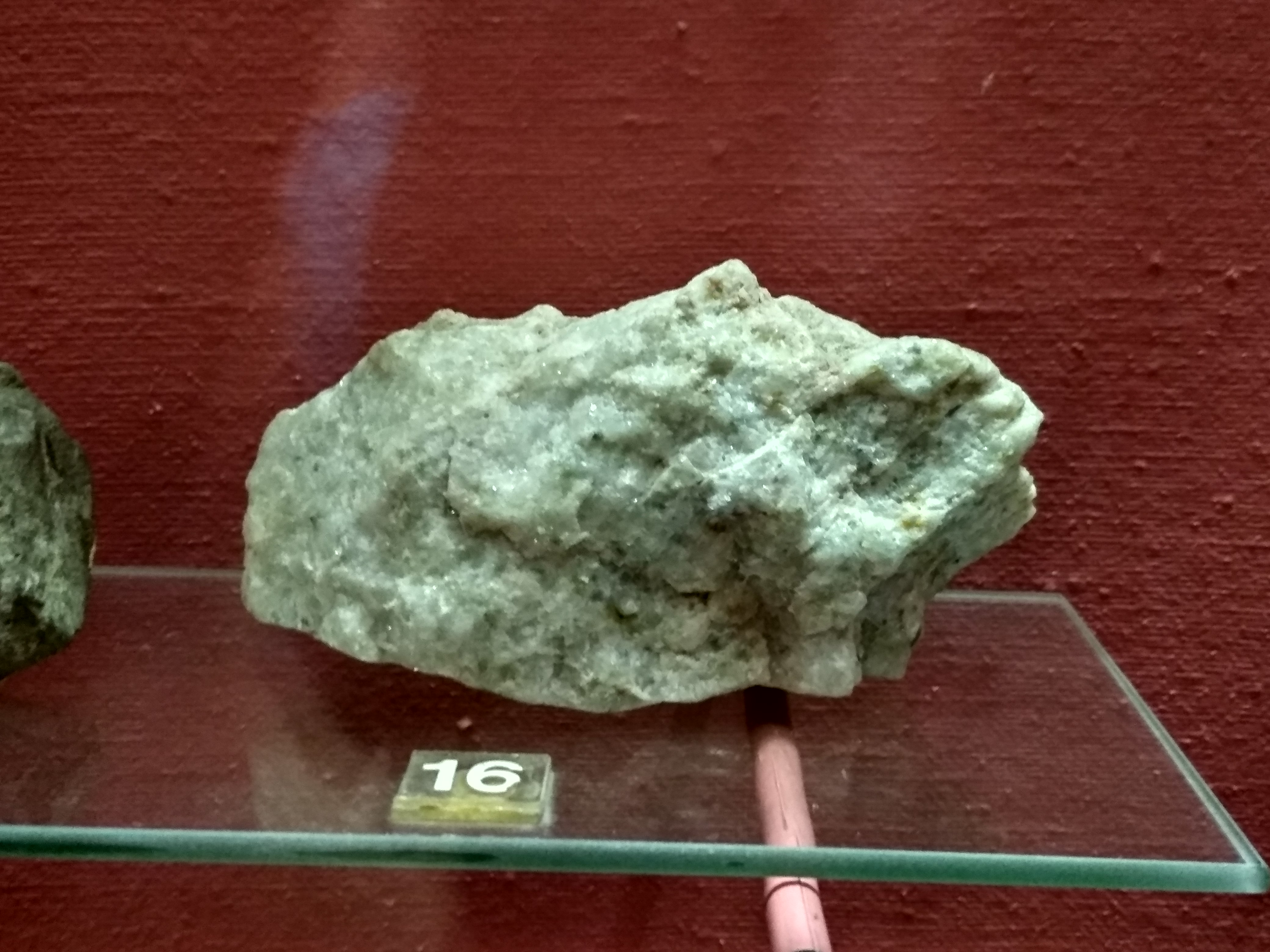
Baritină
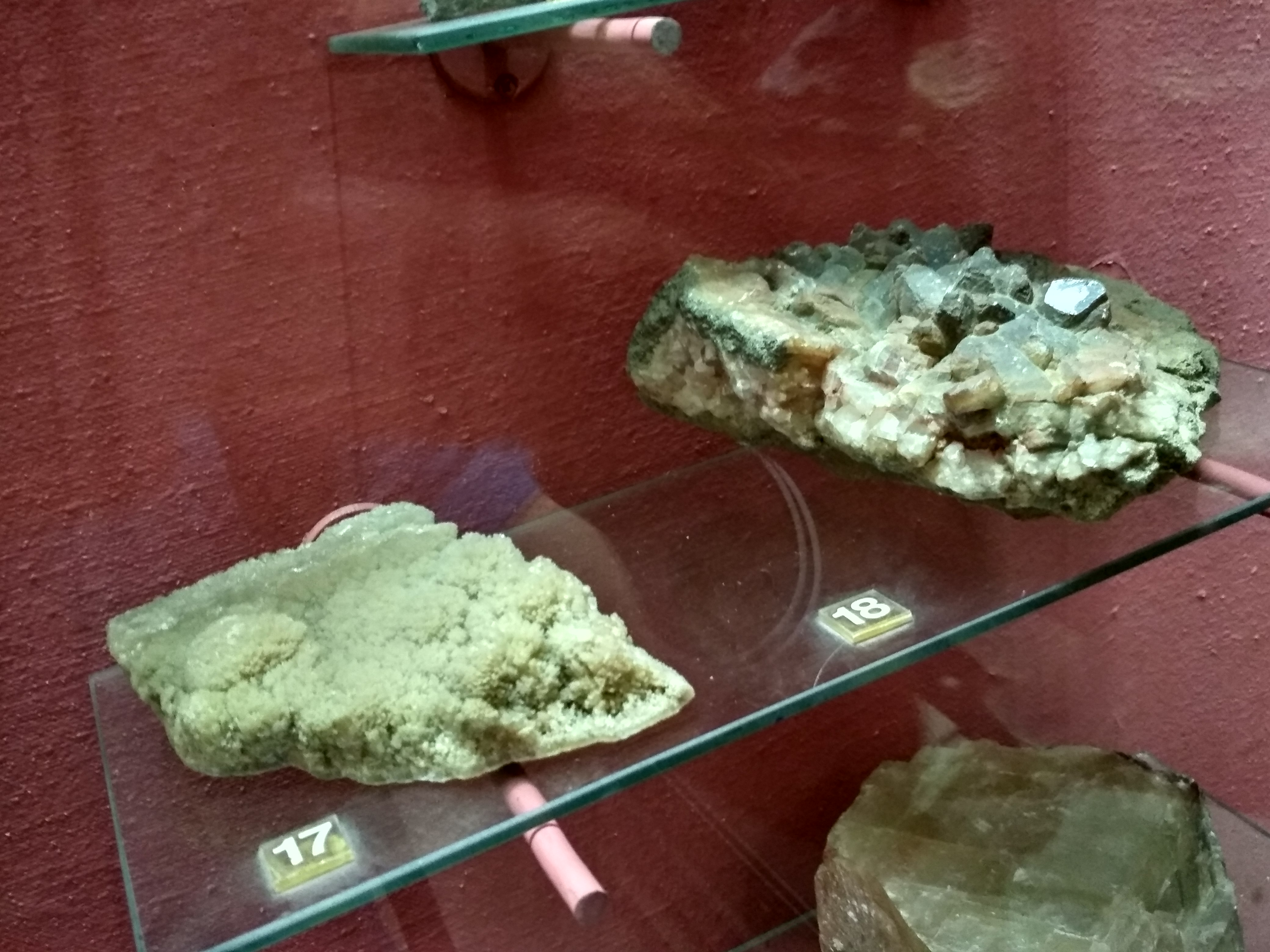
Druze de calcit
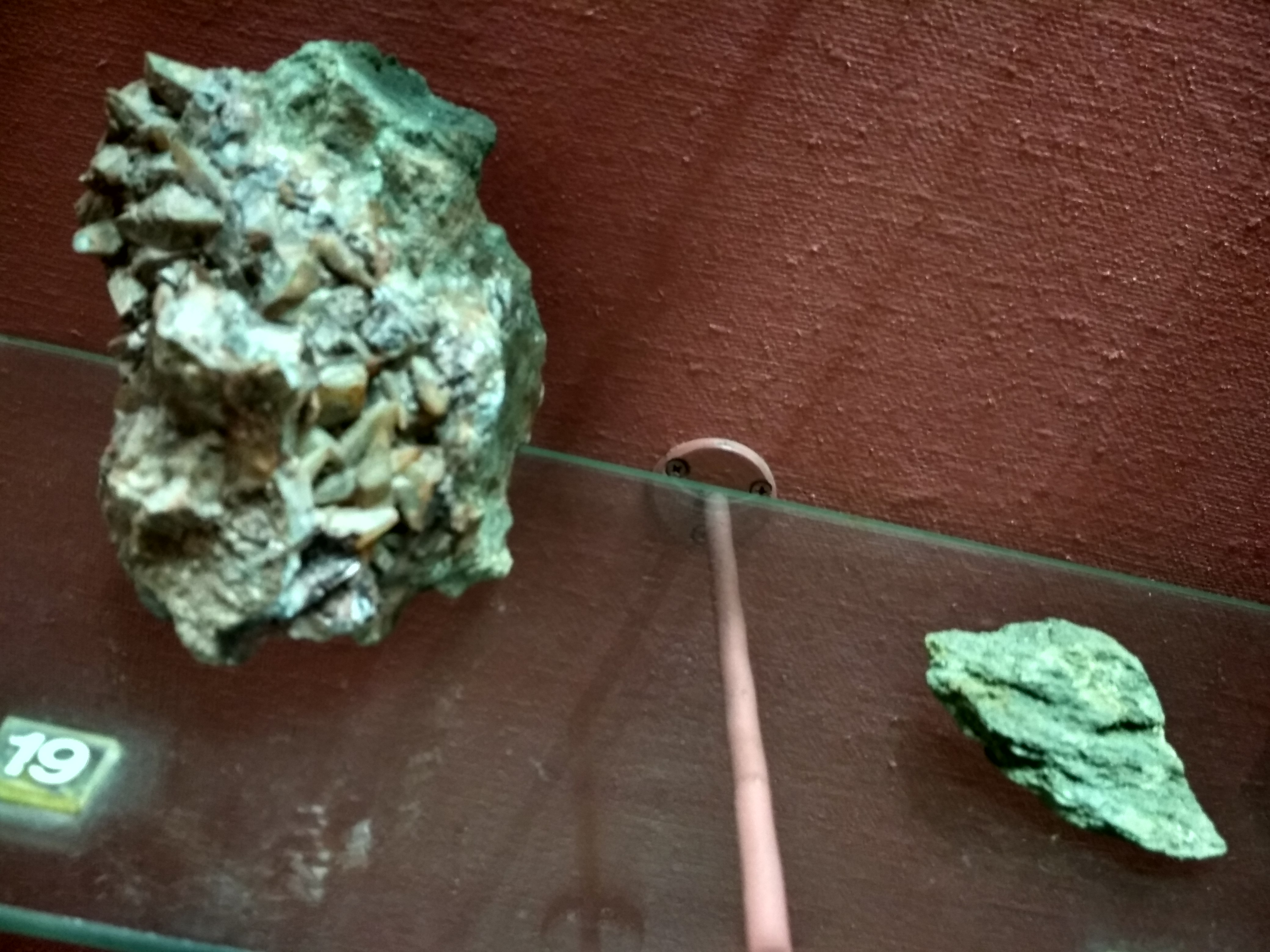
Scoarță de alterație pe granite cu druză de calcit (stânga) și pe gabrouri (dreapta)
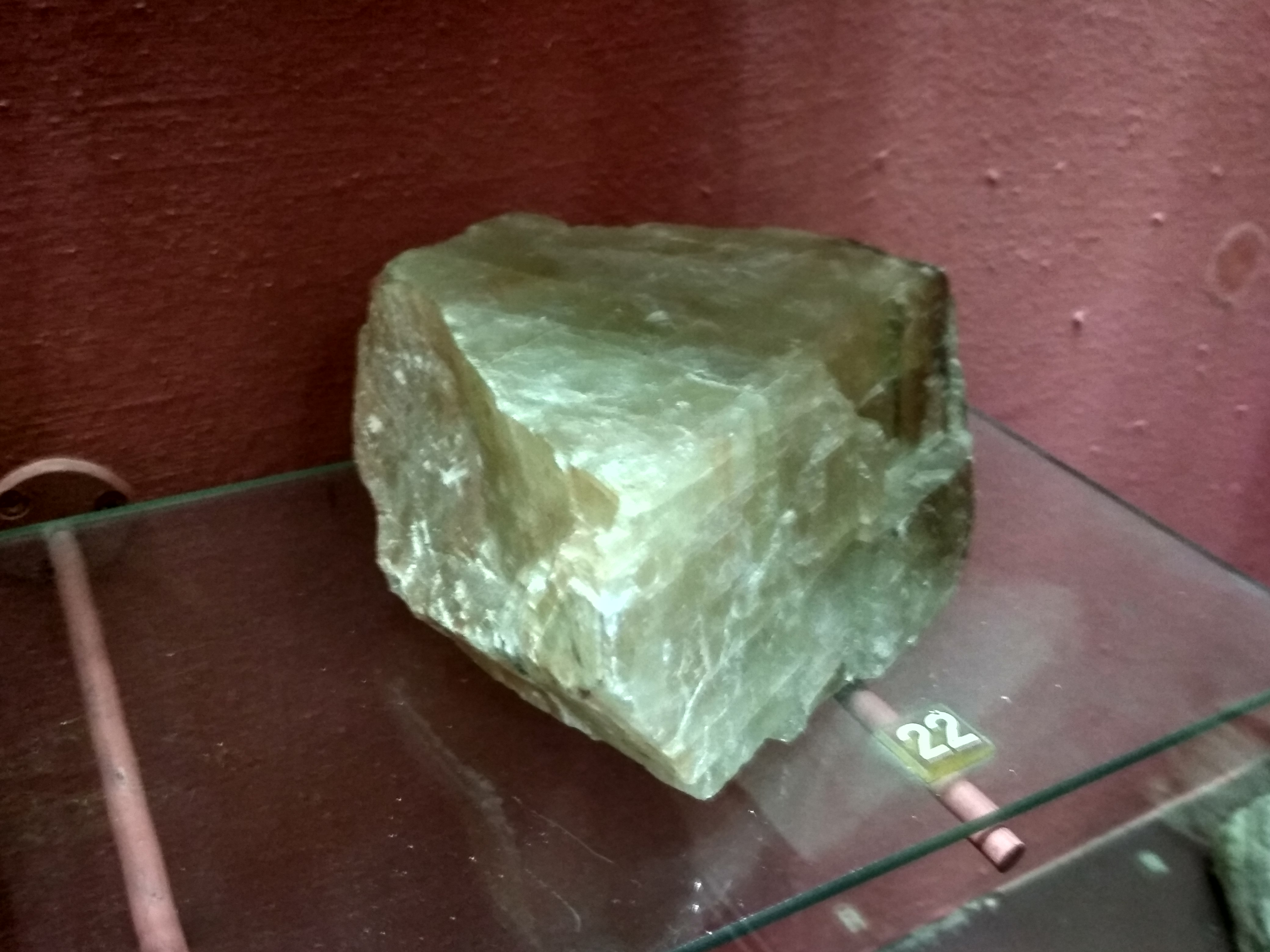
Spat de Islanda
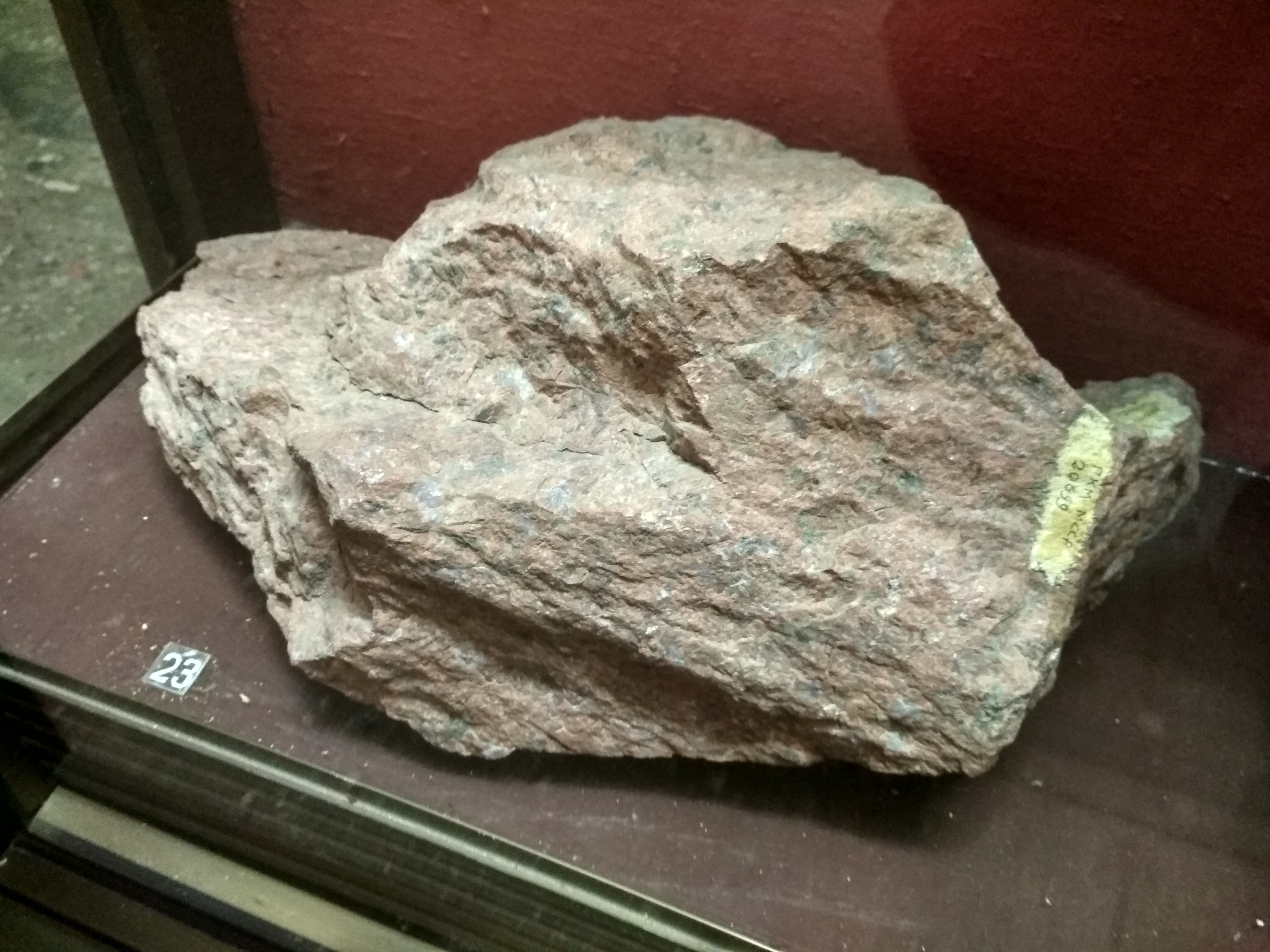
Granit
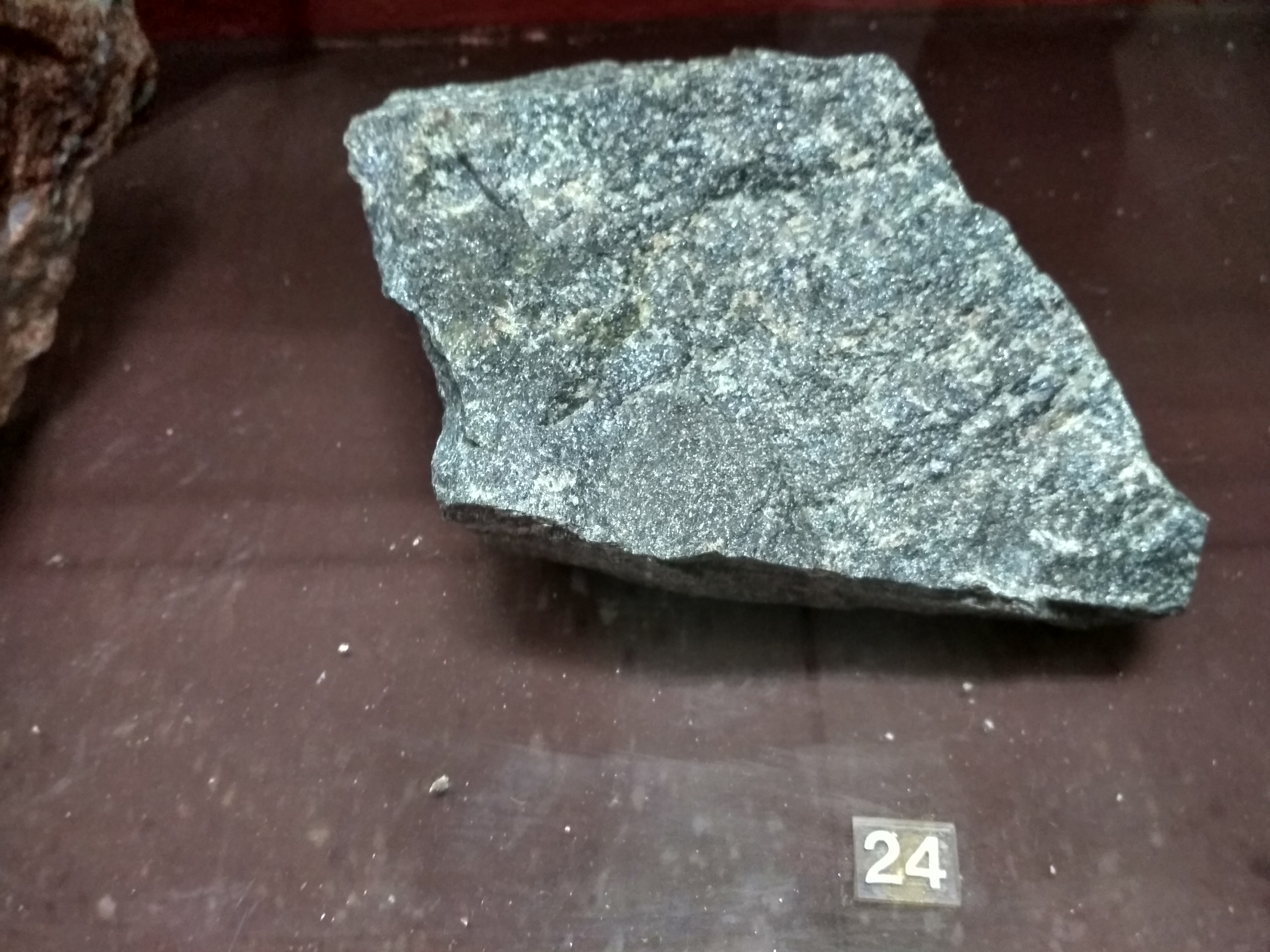
Gabro-norit cu vinișoare de amfibolit și cristale de cuarț fumuriu
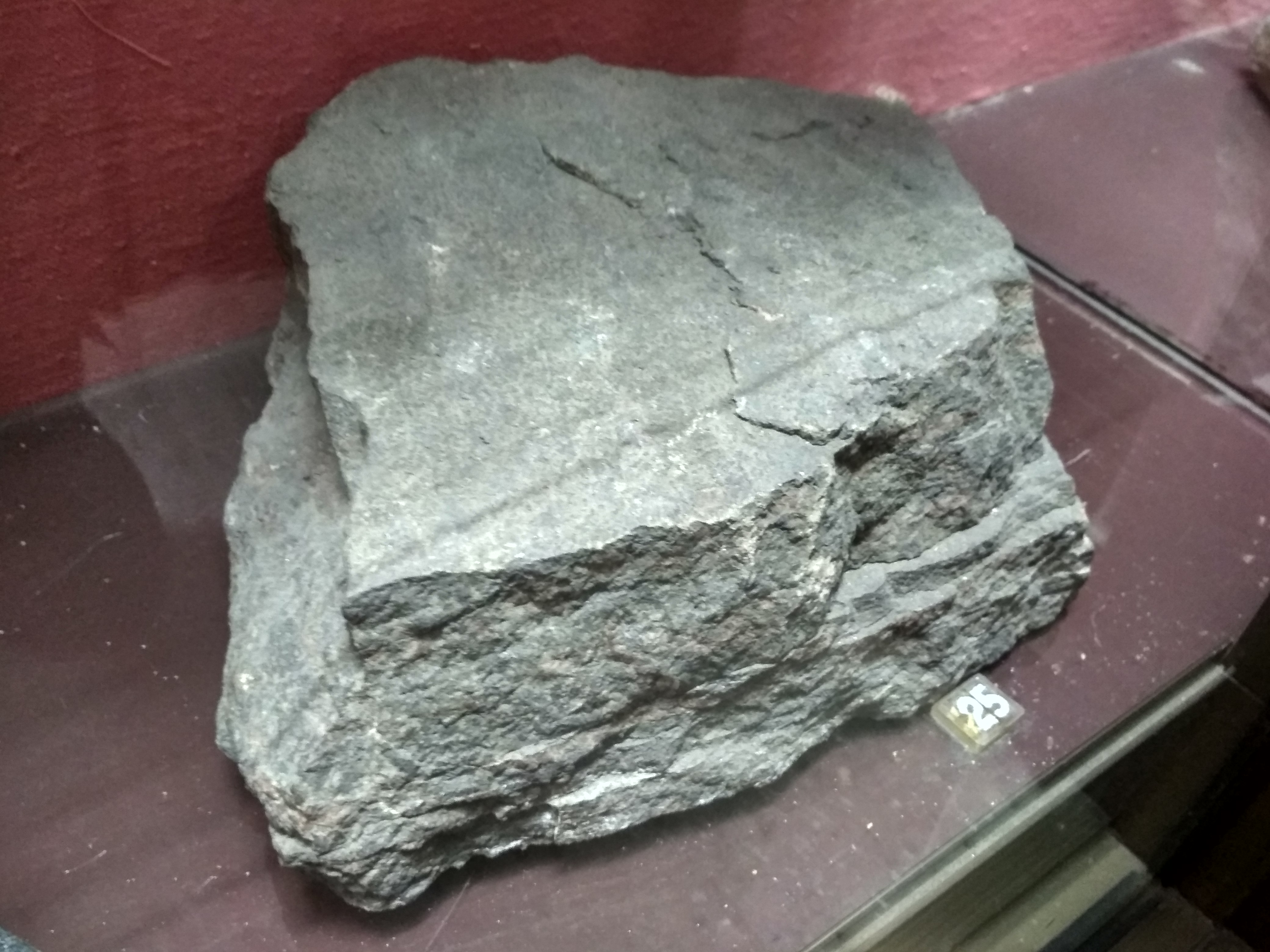
Gnaisuri